# 庫提亞

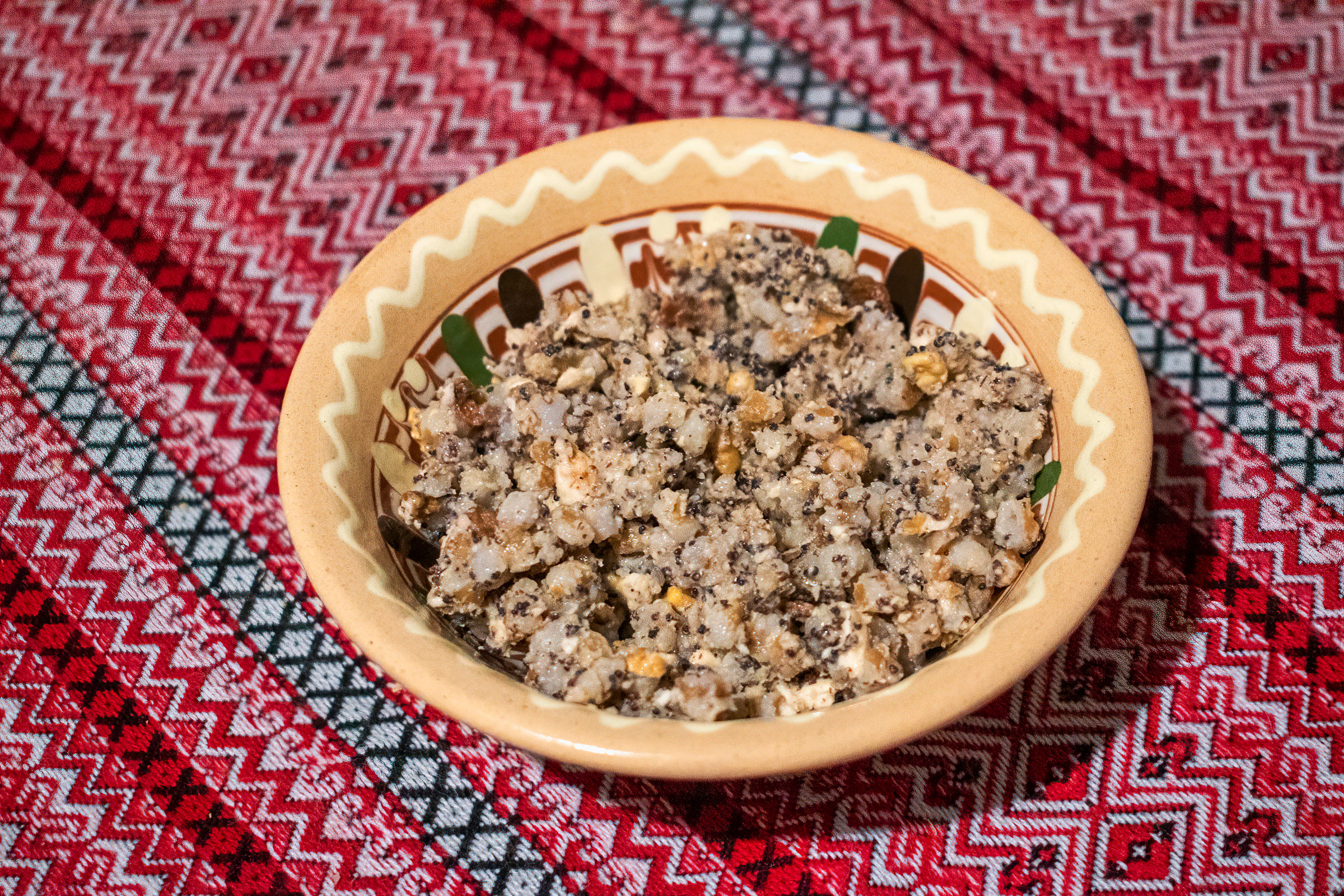
此圖即是庫提亞

庫提亞（Kutia）是一種流行於烏克蘭、白俄羅斯、俄羅斯和波蘭部分地區的儀式性穀物菜餚。在俄羅斯帝國時期，庫提亞是一種東正教傳統食物。蘇聯時期，庫提亞受到鼓吹無神論政府的抑制。但在蘇聯解體之後，庫提亞也得到復興。
其成分包括去壳煮熟的小麦、蜂蜜、切碎的坚果、磨碎的罂粟籽和葡萄干。据说它们象征着希望和永生、成功、幸福和安宁。有些食譜中還會加入奶油，

## 外部連結
- The Video-recipe of Kutia with English subtitles